# Imperial (Saskatchewan)
Imperial es un pueblo canadiense situado en la provincia de Saskatchewan.

## Superficie
Imperial tiene una superficie de 1,2 km².

## Demografía
En 2021, tenía 372 habitantes, una densidad poblacional de 308,7 hab./km², y 183 viviendas.